# Raghuva ennedica
Raghuva ennedica là một loài bướm đêm trong họ Noctuidae.